# John Pepper Clark
John Pepper Clark, auch J. P. Clark oder J. P. Clark-Bekederemo (* 6. April 1935 in Kiagbodo, Nigeria; † 13. Oktober 2020), war ein nigerianischer Schriftsteller. Er war Lyriker, Dramatiker und Essayist.

## Leben
John Pepper Clark studierte nach dem Collegeabschluss Englisch an der Universität von Ibadan, wo er die Studentenzeitschrift The Horn gründete. Nachdem er sein Studium abgeschlossen hatte, arbeitete er von 1960 bis 1962 als Journalist beim Daily Express in Lagos. Er sammelte drei Jahre lang Erfahrungen an der Princeton University in den USA, über die er kritisch in seinem Buch America, Their America (1964) berichtete. Danach war er Englisch- und Dramatiklehrer an einer Schule in Ibadan, bis er 1966 als Professor für englische Literatur an die Universität Lagos wechselte. Von 1968 bis 1972 war er zudem Mitherausgeber der bedeutenden Zeitschrift Black Orpheus. Ab 1980 leitete er das PEC Repertory Theatre in Lagos.
Sein Stück Ozidi basiert auf der Aufzeichnung der traditionellen Erzählung eines Barden in der Sprache der Ijaw auf einem Festival im Jahr 1963. Ozidi ist ein junger Krieger, der – beeinflusst von seiner Großmutter, einer Zauberin – den Tod seines Vaters rächen soll und sich zum Helden entwickelt, aber schließlich gegen das Diktat seiner Großmutter aufbegehrt und sie tötet, aber dann der Gewalt entsagt. Die folkloristische Erzählung wird von Clark psychoanalytisch interpretiert.

## Werke (Auswahl)
- Song of a Goat. Mbari Publications, Ibadan 1961 (Theaterstück).
- Poems. Mbari Publications, Ibadan 1962 (Gedichte).
- Three Plays. Song of a Goat, The Raft, Masquerade. Oxford University Press, London u. a. 1964 (Theaterstücke).
- A Reed in the Tide. Longmans, London 1965 (Gedichte).
- Ozidi. Oxford University Press, London u. a. 1966 (Theaterstück).
- Casualties. Poems 1966–68. Longman, London 1970, ISBN 0-582-64058-X (Gedichte).
- The Example of Shakespeare. Longman, London 1970 (Essays).
- The Bikoroa Plays. The Boat, The Return, Full Circle. Oxford University Press, Oxford 1985, ISBN 0-19-911106-5 (Theaterstücke).
- State of the Union. Longman, London 1985, ISBN 0-582-78602-9 (Gedichte).